# Artikel 3 des Grundgesetzes für die Bundesrepublik Deutschland
Der Artikel 3 des Grundgesetzes für die Bundesrepublik Deutschland gehört zum ersten Abschnitt (Grundrechte) und garantiert die Gleichheit vor dem Gesetz, die Gleichberechtigung der Geschlechter und verbietet Diskriminierung und Bevorzugung aufgrund bestimmter Eigenschaften. Damit handelt es sich um ein Gleichheitsrecht.

## Normierung

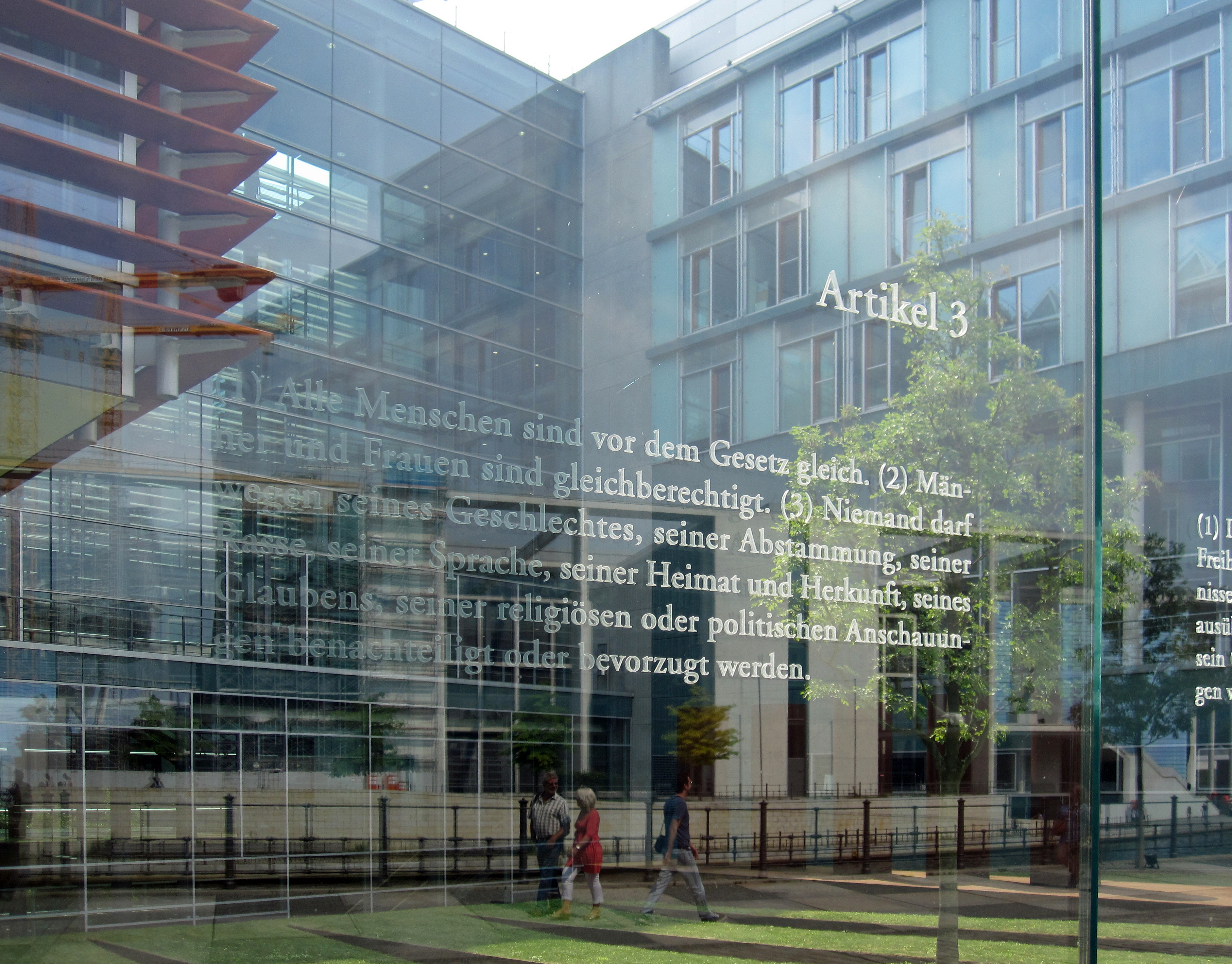
Artikel 3 GG in seiner ursprünglichen Fassung vom 23. Mai 1949 – eine Arbeit von Dani Karavan an den Glasscheiben zur Spreeseite beim Jakob-Kaiser-Haus des Bundestags in Berlin.

Artikel 3 GG lautet seit seiner letzten Veränderung vom 15. November 1994 wie folgt:
(2) Männer und Frauen sind gleichberechtigt. Der Staat fördert die tatsächliche Durchsetzung der Gleichberechtigung von Frauen und Männern und wirkt auf die Beseitigung bestehender Nachteile hin.
Art. 3 Absatz 1 GG enthält den allgemeinen Gleichheitssatz, der den Staat zur Gleichbehandlung aller Menschen verpflichtet. Die folgenden Absätze enthalten spezielle Gleichheitsgewährleistungen, die verbieten, eine Ungleichbehandlung anhand bestimmter Merkmale vorzunehmen.
Die Gleichheitssätze binden gemäß Art. 1 Absatz 3 GG die drei Staatsgewalten Exekutive, Legislative und Judikative. Die Formulierung des Art. 3 Absatz 1 GG; wonach eine Gleichbehandlung lediglich vor dem Gesetz erfolgt, ist daher nach allgemeiner Auffassung zu eng formuliert.
In Grenzen finden die Gleichheitsrechte nach vorherrschender Auffassung auch zwischen Privatleuten Anwendung. Zwar sind diese nicht unmittelbar grundrechtsgebunden, allerdings beeinflusst Art. 3 GG als Verfassungsnorm den Umgang mit untergeordneten Rechtssätzen, etwa den Zivilgesetzen, durch die Rechtsprechung im Rahmen von Gerichtsprozessen. Diese mittelbare Drittwirkung führt dazu, dass die wesentlichen Aussagen des Art. 3 GG Einzug in das Privatrecht halten, insbesondere bei der Auslegung unbestimmter Rechtsbegriffe. Die Drittwirkung beeinflusst etwa die rechtliche Behandlung von Marktmonopolen oder Tarifverträgen.
Einen Anspruch des Bürgers gegen den Staat auf Schutz vor Ungleichbehandlungen enthält Art. 3 Absatz 1 GG demgegenüber nicht. Dies liefe auf eine Pflicht des Staats zum Eingriff in die Rechte Privater hinaus. Dies stellte einen Widerspruch dazu dar, dass Art. 3 GG Privatpersonen nicht unmittelbar bindet.
Aufgrund von Art. 3 Abs. 1 GG kann auch keine Gleichbehandlung beansprucht werden, die dem objektiven Recht zuwiderläuft (keine Gleichheit im Unrecht). Zum Beispiel kann die Erteilung einer Baugenehmigung für ein baurechtswidriges Bauvorhaben nicht deshalb beansprucht werden, weil in anderen Fällen trotz der gleichen Baurechtswidrigkeit eine Baugenehmigung erteilt wurde.

## Entstehungsgeschichte
Den frühsten Vorgänger des Art. 3 GG stellt in der deutschen Verfassungsgeschichte Art. 137 der Paulskirchenverfassung von 1849 dar. Hiernach galt kein Unterschied zwischen den Ständen vor dem Gesetz. Weiterhin wurden Ständevorrechte sowie der Adelsstand aufgehoben. Art. 137 WRV wurde in Anlehnung an die Gleichheitsgewährleistung der französischen Verfassung von 1791 entwickelt. Wegen des Widerstands zahlreicher deutscher Staaten setzte sich die Paulskirchenverfassung jedoch nicht durch, sodass diese Gewährleistung keine Rechtswirkung entfaltete.
Die Weimarer Reichsverfassung (WRV) verpflichtete durch Art. 109 Absatz 1 WRV den Staat zur Gleichbehandlung aller Deutschen vor dem Gesetz. Männer und Frauen hatten hiernach grundsätzlich dieselben staatsbürgerlichen Rechte und Pflichten.
Der Parlamentarische Rat übernahm im Zuge der Entwicklung des Grundgesetzes zwischen 1948 und 1949 die Gewährleistung des Art. 109 Absatz 1 WRV, gab jedoch die Beschränkung ihres Anwendungsbereichs auf Deutsche auf. Im Übrigen entspricht die Formulierung des Art. 3 Absatz 1 GG der des Art. 109 Absatz 1 WRV. Das Verbot des Art. 3 Absatz 3 GG, eine Ungleichbehandlung anhand ausgewählter Merkmale vorzunehmen, entstand unter dem Eindruck der systematischen Benachteiligung und Verfolgung einzelner Bevölkerungsgruppen im Nationalsozialismus. Die Mitglieder des Parlamentarischen Rates Elisabeth Selbert und Friederike (Frieda) Nadig, zwei der vier Mütter des Grundgesetzes, (beide SPD) setzten gegen anfangs heftigen Widerstand, auch aus eigenen Reihen, die Aufnahme des Art. 3 Absatz 2 GG „Männer und Frauen sind gleichberechtigt.“ in das bundesdeutsche Grundgesetz durch. Der Widerstand ergab sich daraus, dass Teile des Bürgerlichen Gesetzbuches (BGB) von 1900 damit verfassungswidrig würden, denn das BGB war einem paternalistischen Gesellschaftsmodell verpflichtet. Ein „Rechtschaos“ wurde befürchtet. Um die damit verbundenen Vorbehalte zu überwinden, hatte Selbert Artikel 117 Abs. 1 vorgeschlagen: „Das dem Artikel 3 Abs. 2 entgegenstehende Recht bleibt bis zu seiner Anpassung an diese Bestimmung des Grundgesetzes in Kraft, jedoch nicht länger als bis zum 31. März 1953.“ In dieser Form war das Grundgesetz 1949 in Kraft getreten. Tatsächlich konnte sich die Parteien nicht vor Ablauf der Frist auf ein sogenannte Gleichberechtigungsgesetz einigen, mit dem das Ehe- und Familienrecht an den neuen Gleichberechtigungsgrundsatz angepasst werden sollte und am 1. April 1953 traten alle Normen und Gesetze außer Kraft, die mit Artikel 3 Abs. 2 unvereinbar waren. Eine bis heute „einmalige Lage“ in der Rechtsgeschichte der Bundesrepublik war entstanden: Richter und Richterinnen standen vor der Aufgabe, bei Entscheidungen zu prüfen, ob die anzuwendenden Gesetze verfassungskonform waren und ggf. rechtschöpferisch tätig zu werden. Das Bundesverfassungsgericht wurde angerufen und entschied, dass der Gleichberechtigungsgrundsatz eine echte Rechtsnorm ist. Das Gericht stellte fest, dass die durch den Fristablauf entstandene Lücke im bürgerlichen Recht von den Gerichten im Geist der Verfassung zu schließen sei. Die Folgenlosigkeit des Gleichberechtigungsgrundsatzes im Grundgesetz war mit diesem Urteil abgewendet. Die Festschreibung der gleichen Stellung von Mann und Frau in einem eigenen Absatz dient der Konkretisierung des Ungleichbehandlungsverbots des Art. 3 Absatz 3 GG.
Der Verfassungstext wurde mit Wirkung zum 15. November 1994 auf Empfehlung der Gemeinsamen Verfassungskommission um eine Staatszielbestimmung ergänzt, wonach „der Staat die tatsächliche Durchsetzung der Gleichberechtigung von Frauen und Männern fördert und auf die Beseitigung bestehender Nachteile hinwirkt.“ Durch die Formulierung als Staatsziel wird deutlich, dass kein Individualanspruch auf ein bestimmtes staatliches Handeln eingeräumt wird. Zudem wurde Art. 3 Absatz 3 GG um einen weiteren Satz ergänzt, der die Benachteiligung wegen Behinderungen verbietet.

## Gewährleistung des Art. 3 Absatz 1 GG
Gemäß Art. 3 Absatz 1 GG sind alle Menschen vor dem Gesetz gleich. Art. 3 Absatz 1 GG schützt anders als die meisten anderen Grundrechte keine bestimmte Freiheitssphäre vor hoheitlichen Eingriffen. Dies beruht darauf, dass es sich bei diesem Grundrecht nicht um ein Freiheits-, sondern um ein Gleichheitsrecht handelt. Seine Gewährleistung ergibt sich daher erst aus einem Vergleich mehrerer Sachverhalte in Bezug auf ihre Behandlung durch den Staat. Art. 3 Absatz 1 GG verpflichtet diesen, gleiche Sachverhalte gleich zu behandeln. Hiergegen verstoßende Ungleichbehandlungen kann der Bürger mithilfe dieses Grundrechts gerichtlich abwehren.

### Persönlicher Anwendungsbereich
Art. 3 Absatz 1 GG schränkt den Kreis der geschützten Personen nicht ein. Daher schützt das Grundrecht jedermann. Hierzu zählen alle natürlichen Personen. Ob Personenvereinigungen, insbesondere juristische Personen des Privatrechts, durch das Grundrecht geschützt sind, beurteilt sich anhand von Art. 19 Absatz 3 GG. Hiernach werden Vereinigungen geschützt, die ihren Sitz im Inland haben und auf die das Grundrecht seinem Wesen nach anwendbar ist.
Keinen Schutz durch Art. 3 Absatz 1 GG erfahren Hoheitsträger. Diese sind als Bestandteil staatlicher Gewalt gemäß Art. 1 Absatz 3 GG bereits grundrechtsverpflichtet, sodass sie nicht zugleich Grundrechtsträger darstellen können. Eine Verpflichtung zur Gleichbehandlung kann sich unter Hoheitsträgern allerdings aus dem Staatsorganisationsrecht ergeben.

### Sachlicher Anwendungsbereich

#### Ungleichbehandlung
Der Ausgangspunkt der Feststellung einer rechtlich relevanten Ungleichbehandlung liegt in der Bildung eines Vergleichspaars. Mehrere Sachverhalte sind dem Vergleich zugänglich, wenn sie in Bezug auf einen Umstand im Wesentlichen ähnliche Merkmale aufweisen. Dies trifft zu, wenn sie sich unter einen gemeinsamen Oberbegriff fassen lassen. Sofern beispielsweise Studenten der Universität Bremen rügen, dass das Land Bremen Studiengebühren erhebt und hierbei Landesangehörige privilegiert, kommen als Vergleichsgruppen die landesangehörigen und die nicht-landesangehörigen Studenten in Frage. Diese Gruppen lassen sich unter dem Oberbegriff Studenten der Universität Bremen zusammenfassen, da dies ein Merkmal ist, welches die Angehörigen beider Gruppen aufweisen. Somit handelt es sich um ein geeignetes Vergleichspaar.
Damit sich mehrere Sachverhalte im Rahmen des Art. 3 Absatz 1 GG vergleichen lassen, müssen sie dem Zugriff desselben Hoheitsträgers ausgesetzt sein. Dieses Erfordernis ergibt sich daraus, dass die Gleichbehandlungspflicht jeden Hoheitsträger eigenständig und unabhängig von anderen Hoheitsträgern bindet. Art. 3 GG entfaltet daher beispielsweise keine Wirkung, wenn ein Bürger rügt, dass er aufgrund von Landesrecht in einem Bundesland schärfer als in anderen Bundesländern für die Beschädigung öffentlicher Wege haftet. Gleiches gilt für die Versorgung Beamter, deren Umfang je nach Dienstherrn verschieden ausfallen darf.
Eine rechtlich relevante Ungleichbehandlung besteht, wenn eine Vergleichsgruppe im Vergleich zu einer anderen in Bezug auf ein gemeinsames Merkmal benachteiligt wird. Rechtlich relevante Ungleichbehandlungen liegen beispielsweise in der Staffelung von Kindergartengebühren nach Familieneinkommen und in der Staffelung von Studiengebühren nach Landeszugehörigkeit. Ebenfalls kann die unterschiedlichen Anwendung einer Rechtsnorm eine rechtlich relevante Ungleichbehandlung darstellen. Eine Ungleichbehandlung kann ferner in der Abweichung einer Behörde von einer gefestigten Praxis liegen, welche die Qualität einer Selbstbindung der Verwaltung erreicht.

#### Rechtfertigung einer Ungleichbehandlung
Liegt eine Ungleichbehandlung vor, kann diese gerechtfertigt sein. Art. 3 Absatz 1 GG enthält keine Vorgabe, unter welchen Voraussetzungen dies möglich ist. Das Bundesverfassungsgericht betrachtet eine Ungleichbehandlung als rechtmäßig, soweit sie sich auf einen tragfähigen Sachgrund stützt. Unter welchen Voraussetzungen ein Sachgrund eine Ungleichbehandlung tragen kann, ist in Rechtsprechung und Wissenschaft umstritten.

##### Willkürformel
Das Bundesverfassungsgericht ging anfänglich davon aus, dass Art. 3 Absatz 1 GG lediglich die willkürliche Ungleichbehandlung verbietet. Daher betrachtete es eine Ungleichbehandlung als gerechtfertigt, falls dieser ein Differenzierungsgrund zugrunde liegt, der sich auf vernünftige Erwägungen stützt. Hiernach waren nur solche Ungleichbehandlungen unzulässig, die unter keinem Gesichtspunkt als vertretbar erschienen und deswegen Willkür darstellten.

##### Neue Formel
In einer Entscheidung zur Präklusion im Zivilprozessrecht aus dem Jahr 1980 verschärfte das Bundesverfassungsgericht seine Anforderungen an den Differenzierungsgrund: Es nahm eine Verletzung von Art. 3 Absatz 1 GG bereits an, sofern eine Ungleichbehandlung von wesentlich Gleichem vorliegt, die nicht auf hinreichend gewichtigen Sachgründen beruht. Diesen Prüfmaßstab bezeichnet die Rechtswissenschaft als neue Formel. Dieser Ansatz rückt eine Interessenabwägung in den Mittelpunkt der Rechtfertigung: Während nach der Willkürformel bereits das Bestehen eines sachlichen Grunds genügte, verlangt die neue Formel, dass dieser Grund in einem angemessenen Verhältnis zur Benachteiligung des Einzelnen steht.
Die neue Formel präzisierte das Bundesverfassungsgericht in späteren Entscheidungen. Hierbei näherte es sich dem Verhältnismäßigkeitsprinzip an, das bei der Beurteilung der Rechtmäßigkeit von Eingriffen in Freiheitsrechte von großer Bedeutung ist. Unter Anwendung dieses Maßstabs setzt die Rechtfertigung einer Ungleichbehandlung voraus, dass diese einen legitimen Zweck verfolgt. Hierbei handelt es sich um ein Zweck, der dem Allgemeinwohl oder einem anderen Gut von Verfassungsrang dient. Weiterhin muss sich die Ungleichbehandlung dazu eignen, diesen zu erreichen sowie das mildeste, gleichermaßen effektive Mittel darstellen. Schließlich muss die Ungleichbehandlung angemessen sein. Dies trifft zu, wenn sie beim Benachteiligten keine Belastung herbeiführt, die außer Verhältnis zum legitimen Zweck steht. Die größte Bedeutung kommt in der Praxis der Beurteilung des legitimen Zwecks und der Angemessenheit zu.

##### Verhältnis der Formeln zueinander
Das Bundesverfassungsgericht hat sich in seinen Entscheidungen bislang nicht von der Willkürformel abgewandt, sondern wendet beide Formeln parallel an. Daher variiert der Prüfmaßstab des Bundesverfassungsgerichts bislang je nach Materie von einer reinen Willkürkontrolle bis hin zu einer umfassenden Verhältnismäßigkeitskontrolle.
Zum strengeren Maßstab tendiert das Gericht, wenn sich die Ungleichbehandlung unmittelbar auf Personen bezieht. Dies trifft etwa zu auf die Unterscheidung nach Abstammung oder Herkunft oder auf die Unterscheidung zwischen Arbeitern und Angestellten. Ebenfalls wendet das Gericht die neue Formel regelmäßig an, wenn die Ungleichbehandlung schwer wiegt oder die Ausübung von Freiheitsrechten beeinträchtigt. So prüfte das Gericht beispielsweise eine bremische Regelung zu Studiengebühren anhand der neuen Formel, da die Belastung durch Studiengebühren einen Bezug zur durch Art. 12 GG gewährleisteten Berufsfreiheit aufweist. Dass landesangehörige Studenten erst ab einer wesentlich höheren Semesterzahl Gebühren entrichten mussten als Auswärtige, bewertete es als verfassungswidrig, da dies die nicht-landesangehörigen Studenten ohne Sachgrund in unverhältnismäßiger Weise belastete: Gebühren dienen als Gegenleistung für die Inanspruchnahme von Verwaltungsleistungen. Auf deren Umfang hat es keine Auswirkungen, ob der eingeschriebene Student seinen Wohnsitz in Bremen hat. Ebenfalls mithilfe der neuen Formel kontrollierte das Gericht die Staffelung von Kindergartengebühren anhand des Familieneinkommens. Dies bewertete das Gericht als grundsätzlich zulässig, da sich Gebühren nicht ausschließlich am Prinzip der Kostendeckung orientieren müssen, sondern auch anhand anderer Faktoren berechnet werden dürfen. Die Abgabengerechtigkeit verlangt allerdings, dass die Gebühr die tatsächlich angefallenen Kosten nicht deckt und in einem angemessenen Verhältnis zur Gegenleistung der Verwaltung steht. Die Gebührenhöhe muss sich daher an der erbrachten Leistung orientieren und darf für den Einzelnen nicht derart bemessen sein, dass dieser die Lasten anderer Bürger trägt.
Eine Kontrolle lediglich auf Willkür hin findet etwa regelmäßig Anwendung, wenn ein Hoheitsträger Leistungen gewährt. Auch bei der mittelbaren Drittwirkung des Art. 3 Absatz 1 GG im Privatrecht sowie bei rein sachbezogenen Ungleichbehandlungen findet meist lediglich eine Prüfung auf Willkür hin statt. Auch in komplexen und umfangreichen Materien billigt das Bundesverfassungsgericht dem Gesetzgeber einen umfassenden Einschätzungsspielraum zu, um dessen Arbeit nicht durch eine zu strenge Kontrolle zu beeinträchtigen. Zu diesen Materien zählen beispielsweise Vergütungsregelungen im Sozialrecht, Maßnahmen zur Sanierung des Staatshaushalts sowie Besoldungsregelungen.
Schließlich kann Verfassungsrecht vorgeben, anhand welchen Maßstabs eine Ungleichbehandlung kontrolliert wird. Eine geringe Kontrolldichte kommt beispielsweise in Betracht, wenn das Grundgesetz eine Differenzierung vorgibt. Dies geschieht beispielsweise in Art. 33 Absatz 5 GG, der Beamten eine besondere Rechtsstellung zubilligt.

##### Anwendungsbereiche des Art. 3 Absatz 1 GG

###### Legislative
Der Gesetzgeber kann gegen den Gleichheitssatz verstoßen, indem er eine Norm erlässt, die sich nicht in das System thematisch verwandter Normen einfügt. Eine solche Norm bewertet das Bundesverfassungsgericht als ein Indiz für einen Verstoß gegen Art. 3 Absatz 1 GG. Hiermit verwandt ist das Gebot der Folgerichtigkeit, das den Staat zu schlüssigem Handeln auffordert. Ein Verstoß gegen Art. 3 Absatz 1 GG liegt daher vor, wenn ein staatliches Handeln widersprüchlich ist, ohne dass es hierfür einen nachvollziehbaren Grund gibt. Von großer Bedeutung ist das Gebot der Folgerichtigkeit im Steuerrecht.
Grundsätzlich zulässig ist die Typisierung von Sachverhalten, da dies oft notwendig ist, um Rechtssätze zu erlassen. Das Bundesverfassungsgericht betrachtet dies als zulässig, soweit sich der Gesetzgeber bei der Ausgestaltung seiner Normen am Regelfall orientiert und keine unverhältnismäßigen Benachteiligungen für einzelne Gruppen herbeiführt.

###### Exekutive
Die Exekutive wird durch Art. 3 Absatz 1 GG dazu verpflichtet, folgerichtig zu handeln. Verboten ist ihr daher beispielsweise die willkürliche Ausübung von Ermessensspielräumen. Sofern beispielsweise einer Behörde mehrere gleichartige Rechtsverstöße bekannt werden, muss sie diese systematisch nachvollziehbar behandeln und darf sich nicht darauf beschränken, gegen einzelne Verstöße ohne erkennbaren Grund vorzugehen.
Einen weiteren wichtigen Anwendungsbereich des Art. 3 Absatz 1 GG stellt die Selbstbindung der Verwaltung dar: Pflegt eine Verwaltung über einen längeren Zeitraum eine bestimmte Entscheidungspraxis bei der Ausübung eines Ermessensspielraums, darf sie hiervon nur abweichen, wenn hierfür ein tragfähiger Sachgrund besteht. Die Selbstbindung kann eine Behörde gegenüber einem Bürger dazu verpflichten, Verwaltungsvorschriften zu beachten. Grundsätzlich handelt es sich hierbei um Innenrecht der Verwaltung, das gegenüber dem Bürger keine Wirkung entfaltet. Sofern eine Behörde solche Vorschriften jedoch regelmäßig beachtet, begründet sie hierdurch eine Verwaltungspraxis, von der sie nach einiger Zeit nicht ohne hinreichenden Sachgrund abweichen darf. Kein Vertrauensschutz erfolgt allerdings bei rechtswidrigem Verwaltungshandeln: Sofern eine Behörde mehrfach falsch entscheidet, kann ein Dritter nicht unter Berufung auf Art. 3 Absatz 1 GG verlangen, dass dieser Fehler zu seinen Gunsten erneut begangen wird. So darf beispielsweise ein Bürger nicht aus dem Grund gegen die Einleitung eines Strafverfahrens vorgehen, dass andere Personen, die ebenfalls gegen eine Strafnorm verstoßen haben, nicht verfolgt wurden.

###### Judikative
Art. 3 Absatz 1 GG verpflichtet die Rechtsprechung zur gleichen Anwendung des Rechts. Unzulässig ist daher beispielsweise die Ablehnung einer aussichtsreichen Revision wegen der Arbeitsüberlastung des Revisionsgerichts.
Die fehlerhafte Rechtsanwendung begründet hingegen grundsätzlich keine Verletzung von Art. 3 Absatz 1 GG. Die Schwelle zur nicht mehr gerechtfertigten Ungleichbehandlung ist erst überschritten, wenn eine Entscheidung unter keinem Gesichtspunkt mehr nachvollziehbar ist, sie also willkürlich ergeht. Dies bejahte das Bundesverfassungsgericht beispielsweise im Fall einer deutlichen Fehlinterpretation einer Aussage im Rahmen eines äußerungsrechtlichen Prozesses sowie bei der begründungslosen Annahme eines Anspruchs im Widerspruch zur höchstrichterlichen Rechtsprechung. Eine Bindung der Gerichte an höchstrichterliche Rechtsprechung folgt aus Art. 3 Absatz 1 GG indessen nicht, da dies mit der durch Art. 97 Absatz 1 GG gewährleisteten Unabhängigkeit des Richters unvereinbar wäre.

#### Gleichbehandlung
Neben der Gleichbehandlung gleicher Sachverhalte gebietet Art. 3 Absatz 1 GG nach vorherrschender Auffassung in der Rechtswissenschaft, ungleiche Sachverhalte entsprechend ihrer Eigenart ungleich zu behandeln. Diese Gewährleistung verbietet dem Staat, mehrere verschiedene Sachverhalte gleich zu behandeln, wenn dies den Eigenheiten zumindest eines Sachverhalts nicht gerecht wird.
Werden unterschiedliche Sachverhalte gleich behandelt, ist dies bei Vorliegen eines tragfähigen Grunds gerechtfertigt. Welche Anforderungen an diesen zu stellen sind, richtet sich wie bei der Rechtfertigung von Ungleichbehandlungen nach der Schwere und den Folgen der Gleichbehandlung.
Die praktische Bedeutung des Verbots der sinnwidrigen Gleichbehandlung ist gering, da sich viele Gleichbehandlungen durch entsprechende Wahl der Vergleichsgruppen und des Vergleichsmoments auch als Ungleichbehandlungen deuten lassen.

### Grundrechtskonkurrenzen
Soweit sich in einem Sachverhalt die Anwendungsbereiche mehrerer Grundrechte überschneiden, stehen diese zueinander in Konkurrenz.
Der allgemeine Gleichheitssatz des Art. 3 Absatz 1 GG ist gegenüber anderen Gleichheitsrechten subsidiär. Dies trifft etwa auf die speziellen Differenzierungsverbote des Art. 3 Absatz 3 GG und auf das in Art. 33 Absatz 1, 2 GG enthaltene Recht auf Gleichbehandlung in Bezug auf staatsbürgerliche Rechte zu. Für die Gleichbehandlung von Kandidaten innerhalb von Bundestagswahlen ist Art. 38 Absatz 1 GG gegenüber dem allgemeinen Gleichheitssatz spezieller.
Da Freiheitsrechte einen anderen Zweck als Gleichheitsrechte verfolgen, stehen diese grundsätzlich neben Art. 3 Absatz 1 GG. Manche Freiheitsrechte enthalten allerdings auch eine gleichheitsrechtliche Komponente. In solchen Fällen tritt Art. 3 Absatz 1 GG hinter das Freiheitsrecht zurück, wenn dies einen engeren Bezug zum Sachverhalt aufweist. Sofern sich die Ungleichbehandlung beispielsweise in einer Benachteiligung einzelner Meinungen liegt, ist die durch Art. 5 Absatz 1 GG geschützte Meinungsfreiheit regelmäßig spezieller. Gleiches gilt für die Benachteiligung von Religionsgemeinschaften, die in den Schutzbereich der Religionsfreiheit (Art. 4 GG) fällt.
Darüber hinaus kann das Gleichheitsrecht mit Freiheitsrechten kombiniert werden, um neue Gewährleistungen zu konstruieren oder bestehende zu verstärken. So leitet das Bundesverfassungsgericht beispielsweise aus der Kombination von Art. 3 Absatz 1 und Art. 12 Absatz 1 GG einen Anspruch auf gleichberechtigten Zugang zu Studienplätzen im Rahmen der vorhandenen Kapazitäten der Universitäten ab.

### Rechtsfolgen eines Verstoßes
Stellt das Bundesverfassungsgericht fest, dass hoheitliches Handeln gegen den Gleichheitssatz verstößt, erklärt es dieses Handeln für verfassungswidrig. Bei der Verletzung eines Freiheitsrechts hat dies im Regelfall zur Folge, dass der Grundrechtseingriff für nichtig erklärt wird. Bei der Verletzung des allgemeinen Gleichheitssatzes besitzt der Staat allerdings einen größeren Spielraum zur Herstellung eines verfassungskonformen Zustands, als er ihn bei der Verletzung eines Freiheitsrechts besitzt. Er kann sich dazu entschließen einen der betroffenen Sachverhalte künftig anders zu behandeln oder alle betroffenen Sachverhalte auf eine neue Weise zu behandeln. Daher setzt das Bundesverfassungsgericht bei Feststellung eines Verstoßes gegen Art. 3 Absatz 1 GG dem Staat oft eine Frist, innerhalb derer er den Verfassungsverstoß beseitigen muss. Sofern die Ungleichbehandlung von einer Norm ausgeht, darf diese grundsätzlich bis zur Beseitigung des Verstoßes nicht mehr angewandt werden.

## Gewährleistung der Art. 3 Absatz 2, 3 GG
Die Absätze zwei und drei des Art. 3 GG enthalten spezielle Gleichheitsrechte, die dem allgemeinen Gleichheitssatz vorgehen. Art. 3 Absatz 3 Satz 1 GG nennt mehrere Merkmale, die nur unter engen Voraussetzungen als Differenzierungskriterien genutzt werden dürfen. Hierbei handelt es sich um das Geschlecht, die Abstammung, die Rasse, die Sprache, die Heimat, die Herkunft, der Glauben, sowie die religiöse und politische Anschauung.
Der Anwendungsbereich des Art. 3 Absatz 3 Satz 1 GG ist eröffnet, sofern eine Differenzierung wegen eines der aufgeführten Merkmale erfolgt. Unter welchen Voraussetzungen eine Unterscheidung wegen eines Merkmals vorliegt, beurteilte das Bundesverfassungsgericht unterschiedlich. Anfänglich ordnete es unter Art. 3 Absatz 3 Satz 1 GG lediglich zielgerichtete Ungleichbehandlungen ein. Diese Betrachtungsweise gab das Gericht in seinem Beschluss zum Nachtarbeitsverbot für Arbeiterinnen ausdrücklich auf. Seitdem misst es auch solche Ungleichbehandlungen anhand von Art. 3 Absatz 3 Satz 1 GG, bei denen die Ungleichbehandlung nicht bezweckt wird, sondern lediglich als Folge staatlichen Handelns eintritt. Die vorherrschende Auffassung in der Rechtswissenschaft begrüßt das erweiterte Begriffsverständnis des Bundesverfassungsgerichts, da die mittelbare Beeinträchtigung bei Freiheitsrechten unstreitig der Rechtfertigung anhand der Maßstäbe des jeweiligen Grundrechts bedarf, weswegen es konsequent ist, sich bei Art. 3 GG nicht auf unmittelbare Grundrechtsverkürzungen zu beschränken.

### Geschlecht

#### Inhalt des Differenzierungsmerkmals
Art. 3 Absatz 3 GG verbietet ein Anknüpfen an das Geschlecht. Dieses Verbot erfasst alle Maßnahmen, die Frauen oder Männer ungleich behandeln. Hierfür kommen sowohl unmittelbare als auch mittelbare Ungleichbehandlungen in Betracht. Auch eine geschlechtsneutrale Maßnahme kann eine Ungleichbehandlung wegen des Geschlechts darstellen, wenn sie faktisch ein Geschlecht benachteiligt oder bevorzugt. So belastet beispielsweise eine Benachteiligung der Teilzeitarbeit überwiegend Frauen, da diese Beschäftigungsform überwiegend von Frauen ausgeübt wird. Daher handelt es sich um eine Ungleichbehandlung wegen des Geschlechts.
Eine Sonderregelung in Bezug auf die Differenzierung nach Geschlecht enthält Art. 3 Absatz 2 GG. Dieser besagt, dass Männer und Frauen gleichberechtigt sind. Ob diese Gewährleistung neben Art. 3 Absatz 3 Satz 1 GG eine eigenständige Bedeutung besitzt, ist in der Rechtswissenschaft strittig. Zur Umsetzung siehe auch Gleichberechtigungsgesetz.

#### Rechtfertigung
Art. 3 Absatz 3 GG sieht keine Möglichkeit vor, eine Ungleichbehandlung anhand eines der genannten Kriterien zu rechtfertigen. Daher kann sich die Rechtfertigung einer solchen Ungleichbehandlung lediglich aus kollidierendem Verfassungsrecht ergeben. Diese Beschränkungsmöglichkeit beruht darauf, dass sich Verfassungsbestimmungen als gleichrangiges Recht nicht gegenseitig verdrängen, sondern im Fall einer Kollision in ein Verhältnis praktischer Konkordanz gebracht werden.
Um kollidierendes Verfassungsrecht handelt es sich beispielsweise bei Art. 12a GG, der ausdrücklich vorsieht, dass lediglich Männer zum Wehrdienst verpflichtet werden. Sofern das Grundgesetz eine Ungleichbehandlung nach Art. 3 Absatz 3 Satz 1 GG nicht explizit gestattet, beurteilt sich deren Rechtmäßigkeit maßgeblich anhand des Verhältnismäßigkeitsprinzips.
Weiteres kollidierendes Verfassungsrecht kann Art. 3 Absatz 2 Satz 2 GG darstellen. Hiernach fördert der Staat die tatsächliche Durchsetzung der Gleichberechtigung von Frauen und Männern und wirkt auf die Beseitigung bestehender Nachteile hin. Diese Bestimmung gibt einen Anspruch auf das Herstellen gleicher Verhältnisse, woraus sich für den Staat auch eine Pflicht zur Bevorzugung eines Geschlechts ergeben kann. In welchem Umfang diese Pflicht besteht, ist in der Rechtswissenschaft umstritten. Einigkeit besteht insoweit, als dass der Staat angehalten ist, Chancengleichheit zwischen Männern und Frauen zu gewährleisten. Einige Stimmen nehmen darüber hinausgehend an, dass Art. 3 Absatz 2 Satz 2 GG auch eine Ergebnisgleichheit bezwecke, weil diese Bestimmung ein kollektives Recht von Frauen darstelle, das eine umfassende Gleichstellung zusichere. Hiergegen wird angeführt, dass die Konzeption eines Kollektivgrundrechts dem Grundgesetz fremd sei. Rechtsstreitigkeiten ergeben sich in diesem Zusammenhang insbesondere bei Frauenquoten. Diese stellen nicht nur eine unmittelbare Benachteiligung wegen des Geschlechts dar, sondern stehen bei der Vergabe öffentlicher Ämter auch in einem Spannungsverhältnis zu Art. 33 Absatz 2 GG. Diese Norm verpflichtet den Staat, bei der Vergabe von Ämtern ausschließlich auf Eignung, Befähigung und fachliche Leistung abzustellen. Fragen der Gleichstellung werden in hohem Maß durch das Europarecht beeinflusst. Nach der europäischen und deutschen Rechtsprechung sind solche Quoten zulässig, wenn sie lediglich in Fällen zur Anwendung kommen, in denen weibliche und männliche Bewerber gleichermaßen qualifiziert sind. In diesem Fall besteht kein Konflikt mit Art. 33 Absatz 2 GG, da die genannten Kriterien keine eindeutige Entscheidung erlauben, sodass zwangsläufig auf weitere Auswahlkriterien zurückgegriffen werden muss. Die Bevorzugung von Frauen rechtfertigt sich in diesem Fall, wenn der Frauenanteil innerhalb der einschlägigen Gruppe unterhalb von 50 % liegt. Allerdings muss eine Quotenregelung eine Öffnungsklausel beinhalten, die es erlaubt, eine Frau nicht zu bevorzugen, sofern Gründe in der Person des männlichen Bewerbers gebieten, diesen einzustellen.
Zulässig sind schließlich geschlechtsbezogene Ungleichbehandlungen, die für eine sachgerechte Regelung zwingend erforderlich sind, weil sie an biologische Unterschiede anknüpfen. Hiernach lassen sich beispielsweise Schutzbestimmungen zugunsten von Schwangeren rechtfertigen. Als verfassungswidrig bewertete das Bundesverfassungsgericht demgegenüber das Nachtarbeitsverbot für Arbeiterinnen.

### Abstammung
Das Merkmal der Abstammung bezieht sich auf die Vorfahren eines Menschen. Seine Aufnahme in den Katalog des Art. 3 Absatz 3 Satz 1 GG verbietet beispielsweise die Sippenhaftung, die im Nationalsozialismus angewandt wurde.

### Rasse
Der Begriff „Rasse“ wurde „im Lichte seiner missbräuchlichen Verwendung im Nationalsozialismus bewusst zur Abgrenzung hiervon“ in das Grundgesetz aufgenommen. Art. 3 Abs. 3 Satz 1 GG verwendet den Begriff damit nicht in Anerkennung von Rassentheorien, sondern um sich davon zu distanzieren.
Der Begriff Rasse wurde dennoch kritisiert, weil dieser selbst Teil einer rassistischen Terminologie sei und Assoziationen an veraltete biologistische Konzepte wecke.
Die Neuformulierung Art. 3 GG und eine Ersetzung des Begriffs waren Teil des rund 90 Maßnahmen umfassenden Katalogs der Bundesregierung zur Bekämpfung von Rechtsextremismus und Rassismus. Eine Facharbeitsgruppe zwischen dem Bundesministerium der Justiz und für Verbraucherschutz und dem Bundesministerium des Innern erarbeitete dazu einen Gesetzentwurf. Danach sollte die Distanzierung des Grundgesetzes von Rasseideologien mit einer neuen Formulierung in Artikel 3 Absatz 3 Satz 1 GG stärker zum Ausdruck kommen, ohne dessen Schutzgehalt zu verändern. Die Wörter „seiner Rasse“ sollten gestrichen und nach dem Wort „Anschauungen“ die Wörter „oder aus rassistischen Gründen“ eingefügt werden.
Obwohl es Zweifel daran gab, ob der Begriff an der Stelle noch opportun sei und seine Streichung oder Ersetzung lange diskutiert wurde, entschied sich die Bundesregierung im Februar 2024 mangels eines passenderen Begriffs für dessen Beibehaltung. Auch der Zentralrat der Juden in Deutschland hatte sich für den Erhalt ausgesprochen, weil man befürchtete, dass die Streichung des Begriffs „Rasse“ aus dem Grundgesetz die Erinnerung an die Shoah gefährden könnte. In den Landesverfassungen Brandenburgs und des Saarlands wurde der Begriff 2013 bzw. 2024 gestrichen; in der thüringischen Verfassung ist er nicht enthalten.

### Sprache
Das Kriterium Sprache untersagt die Ungleichbehandlung von Personen aufgrund ihrer Muttersprache. Dieses Kriterium dient unter anderem auch dem Schutz von Minderheitensprachen, etwa dem Dänischen und dem Sorbischen.

### Heimat und Herkunft
Inhaltlich miteinander verwandt sind die Differenzierungsmerkmale der Heimat und der Herkunft. Ersteres Merkmal knüpft an die geografische Herkunft einer Person an, also ihren Geburtsort. Letzteres Merkmal bezieht sich auf die soziale Herkunft einer Person.

### Glauben und Anschauungen
Schließlich verbietet Art. 3 Absatz 3 Satz 1 GG die Ungleichbehandlung aufgrund von Glauben oder von Anschauungen religiöser oder politischer Art. Diese Differenzierungsmerkmale besitzen lediglich geringe Relevanz, da sie Gegenstand von Freiheitsrechten sind. Glaube und Weltanschauung werden durch Art. 4 GG geschützt, politische Anschauungen erfahren durch die Kommunikationsgrundrechte des Art 5 GG Schutz.

### Behinderung
Schließlich verbietet Art. 3 Absatz 3 Satz 2 GG die Benachteiligung wegen einer Behinderung. Den Begriff der Behinderung definiert das Bundesverfassungsgericht als Folge einer nicht nur vorübergehenden Funktionsbeeinträchtigung, die auf einem regelwidrigen körperlichen, geistigen oder seelischen Zustand beruht. Eine verbotene Benachteiligung liegt vor, wenn sich die Lebenssituation eines Behinderten durch eine hoheitliche Maßnahme im Vergleich zu Menschen ohne Behinderung verschlechtert. Hiergegen verstieß beispielsweise der Ausschluss schreib- und sprechunfähiger Personen von der Möglichkeit zur Errichtung eines Testaments durch die erbrechtlichen Formvorschriften. Sofern einer Person allerdings aufgrund ihrer Behinderung die Fähigkeit fehlt, ein Recht wahrzunehmen, stellt die Verweigerung dieses Rechts keine Verletzung des Art. 3 Absatz 3 Satz 2 GG.
Art. 3 Absatz 3 Satz 2 GG verpflichtet den Gesetzgeber zur Rücksichtnahme auf Menschen mit Behinderung. Daher kann diese Verbürgung in Kombination mit anderen Grundrechten den Staat dazu verpflichten, Behinderten die Ausübung von Freiheitsrechten zu ermöglichen. So leitete das Bundesverfassungsgericht beispielsweise aus der allgemeinen Handlungsfreiheit (Art. 2 Absatz 1 GG) und Art. 6 Absatz 2 Satz 1 GG in Verbindung mit Art. 3 Absatz 3 Satz 2 GG die Pflicht des Staats ab, sicherzustellen, dass Behinderte das öffentliche Bildungsangebot wahrnehmen können.

## Ergänzung um Merkmal sexuelle und geschlechtliche Identität
Seit Jahren fordern LSBTI-Verbände wie der LSVD+ – Verband Queere Vielfalt und LSBTI-Aktivisten die Ergänzung des Artikel 3 Grundgesetz um das Merkmal sexuelle Identität.
Seit Februar 2021 existiert die Initiative Grundgesetz für Alle, die als Zusammenschluss aller LSBTI-Verbände in Deutschland eine Ergänzung des Artikels 3 Absatz 3 Grundgesetz zum Schutz der sexuellen und geschlechtlichen Identität fordert.
Parteiübergreifend wird diese Forderung von den politischen Parteien Die Linke, Bündnis 90/Die Grünen und Freie Demokratische Partei unterstützt. Generell befürwortet wird diese Reform auch von der Sozialdemokratischen Partei Deutschlands, die aber bis 2021 an Koalitionsvereinbarungen mit der Christlich Demokratischen Union Deutschlands gebunden war. Innerhalb der CDU gibt es hierzu unterschiedliche Stimmen; so befürworten CDU-Oberbürgermeister von Berlin Kai Wegner, der Ministerpräsident von Nordrhein-Westfalen Hendrik Wüst oder auch Jan-Marco Luczak die Reform.

## Rezeption im Fernsehfilm
Die ursprüngliche Formulierung des Artikels 3 Absatz 2 mit den lediglich fünf Worten „Männer und Frauen sind gleichberechtigt“ beruht auf der besonderen Initiative der Parlamentarierin Elisabeth Selbert. An deren diesbezügliche Tätigkeit im Parlamentarischen Rat erinnert der 2014 im Deutschen Fernsehen gezeigte Film Sternstunde ihres Lebens, in dem allerdings am Ende Adenauer anachronistisch die 1994 geänderte Version verkündet, nicht die von Selbert durchgesetzte Originalfassung.